# Бёрд, Роберт
Ро́берт Ка́рлайл Бёрд (англ. Robert Carlyle Byrd; 20 ноября 1917 — 28 июня 2010) — американский политик, сенатор США от штата Западная Виргиния с 1959 до 2010 год. Был членом Демократической партии. Влиятельный участник неофициальной консервативной коалиции, противостоявшей либералам в Конгрессе.

## Биография
Учился в колледже Бекли (ныне городской университет Маунтин), колледже Конкорд (ныне университет Конкорд), колледже Морриса Харви (ныне университет Чарльстона) и колледж Маршалла (ныне университет Маршалла), все в Западной Виргинии. В 1963 году окончил Вашингтонский юридический колледж при Американском университете.
В 24 года он вступил в ку-клукс-клан. Этот инцидент обыгрывается в серии «Извинения перед Джесси Джексоном» «Южного Парка».
В 1952 году был избран в Палату представителей, в 1958 году — в Сенат.
В 2003 году был избран почётным заместителем президента Сената.
Подробнее о некоторых моментах жизни и деятельности сенатора Бёрда можно прочитать в книге Барака Обамы «Дерзость надежды».
В честь Бёрда назван Радиотелескоп Грин-Бэнк (англ. Robert C. Byrd Green Bank Telescope).

## Цитата
«Конституцию сейчас почти никто не читает, а я всегда говорил, что мне нужны только эта книга да еще Библия» (приводится по книге Барака Х. Обамы «Дерзость надежды: Мысли о возрождении американской мечты»)